# Fortaleny (kommun)
Fortaleny är en kommun i Spanien.   Den ligger i provinsen Província de València och regionen Valencia, i den östra delen av landet, 300 km öster om huvudstaden Madrid. Antalet invånare är 1 035. Arean är 4,6 kvadratkilometer.
Terrängen i Fortaleny är mycket platt.